# Kukorelly Endre
Kukorelly Endre (Budapest, 1951. április 26. –) József Attila-díjas magyar író, költő, újságíró, kritikus. Irodalmi munkássága mellett a Kalligram című folyóirat rovatvezetője és a kreatív írás tanára. A 2010-es magyarországi országgyűlési választáson a Lehet Más a Politika Pest megyei területi listájáról szerzett mandátumot, amelyről 2012-ben mondott le.

## Életpályája

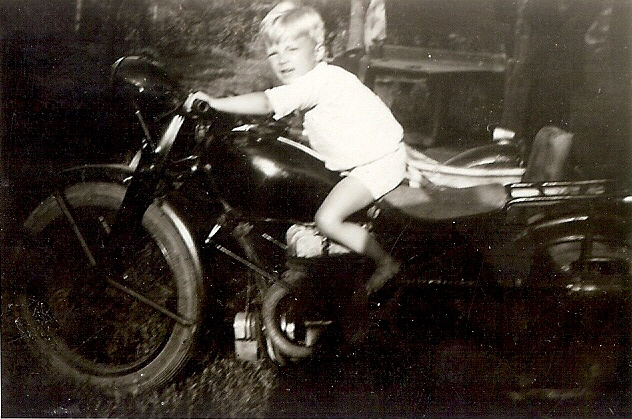
A kis "Bandi"

Budapesten született Kukorelly Endre és Vranovits Irén gyermekeként, testvére Kukorelly Edit. A budapesti Varga Katalin Gimnáziumban érettségizett 1968-ban. Ezt követően sorkatonai szolgálatát teljesítette (1970–72), majd különböző fizikai munkákat végzett. 1973 végétől a Petőfi Irodalmi Múzeum kézirattárosa lett 1974 nyaráig, majd 1975-ben felvették az Eötvös Loránd Tudományegyetem Bölcsészettudományi Karának történelem–könyvtár szakára. Egyetemi évei alatt a Jelenlét című irodalmi folyóirat szerkesztőjeként tevékenykedett. 
1983–1984-ben az Új Könyvek, 1985-ben a Négy Évszak, majd 1989-ig Nemes Nagy Ágnes felkérésére az Újhold Évkönyv munkatársa lett. Irodalmi közéleti tevékenysége az 1980-as években kezdődött: 1982-ben a Rainer Maria Társaság, 1985-ben az Örley István Kör egyik alapítója. 1987-től két éven át a Pallas Könyvkiadó lektora, 1989-ben A ’84-es kijárat című irodalmi lap alapító szerkesztője volt.
A rendszerváltás után a Magyar Napló rovatvezetője volt 1992-ig, emellett 1991-től a Karádi Éva által fémjelzett Magyar Lettre Internationale munkatársa. 1991 és 1994 között a Magyar Narancs című közéleti hetilap szerkesztője, majd főmunkatársa. Irodalmi munkáján túl 1992-ben a Képzőművészeti Főiskola (2000-től Magyar Képzőművészeti Egyetem) intermédia tanszékén kérték fel kreatív írásszemináriumok vezetésére. 1999. december 11-én a Szépírók Társasága elnökévé választották. Tisztségét 2003. március 6-áig viselte, ezt követően 2006-ig a társaság alelnöke volt. Ezenkívül a József Attila Kör és a Magyar PEN Club tagja. 
2004-ben az Új Dunatáj rovatvezetője lett, emellett 2005 és 2008 között az Irodalmi Jelen című folyóirat munkatársa, 2010-től 2014-ig a Kalligram rovatvezetője volt. Munkásságáról Farkas Zsolt 1996-ban könyvet írt. Több magyar és nemzetközi irodalmi ösztöndíjban részesült. A Magyar Íróválogatott alapítója.
A 2010-es magyarországi országgyűlési választáson a Lehet Más a Politika egyéni képviselőjelöltje volt a Szentendre központú Pest megye 11. számú országgyűlési egyéni választókerületben, valamint a Pest megyei területi lista első helyezettje volt. Utóbbiról szerzett országgyűlési mandátumot, megbízólevelét 2010. május 11-én vette át a budapesti Megyeházán. 2012. szeptember 23-án lemondott mandátumáról. 2018 őszétől a Hír TV Szabadfogás című műsorának egyik állandó vendége. 2014-ben az LMP országos listájának szimbolikus, 124. helyén, míg a 2022-es országgyűlési választáson az összellenzéki listán szintén szimbolikus, utolsó előtti helyen szerepelt.

## Témái és stílusa

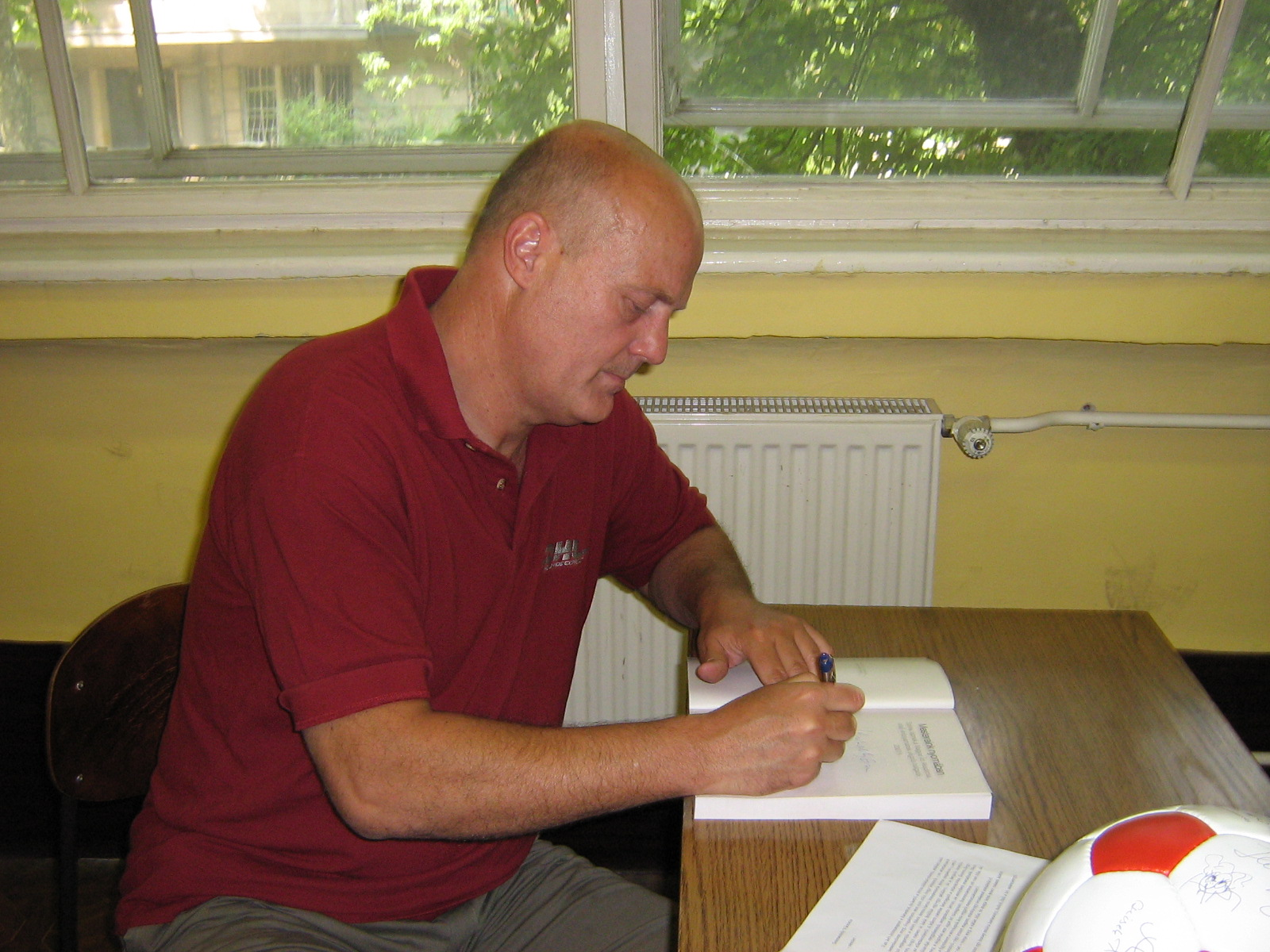
2007-ben egy dedikálás közben

Alkotásai nagy részének tematikája önéletrajzi, de ugyanakkor általános, mert emberi. Sokszor mindennapi, rutin-, egyszerű élethelyzetek nevetséges és értelmetlen voltára világítva nevetteti meg és gondolkodtatja el az olvasót. Több művében is visszaköszönő életrajzi témák többek között: gyermekkor: a hétköznapi és családi élete egy VI. kerületi függőfolyosós bérház harmadik emeletén; a fociedzések; a család hétvégi házában eltöltött szünidők; a német diákcsere-program; felnőttkor: a katonai szolgálat; az egyetem; a(z) (első) munkahely; kórházi élmények; egy belvárosi pesti ember (hétköznapi) élményei; külföldi utak és nyaralások; a nők és a szerelem. Egyéb: béke – szabadság; ’56, „kelet-európainak lenni”, stb.
Mondataiban jelentős szerepet kapnak a beszélt nyelvi elemek. (Tematikájához hasonlóan) mondat- és szövegszerkesztésére a hétköznapiság, a spontaneitás, a dísztelenség, a tömörség, a töredezettség a jellemző. Alkotásainak hangneme sokszor ironikus, néha kiábrándult. Humora nem csak a témán és a helyzeten alapszik, hanem azon is, ahogy játszik a szavakkal, a mondatokkal: a nyelvvel. Az írás folyamata, a szerző gondolatai, asszociációi, emlékei tárulnak elénk akkor, amikor önmagát javítja a szövegen belül. Egyes szám első személyű igealakjainak és kiszólásainak köszönhetően állandóan jelen van, szinte beszélget az olvasóval. Szövegszerkesztésének jellemző menete: spontán(nak tűnő) gondolat; (teljesen hétköznapi) élményleírás; általános igazság, illetve filozófiai következtetés, melyben visszautal a kiinduló gondolatra vagy a leírt élményre.
Élnek még ezek? című színdarabját Máté Gábor rendezésében a 2005–2006-os évadban előadták a Budapesti Katona József Színház, "Kamra" játszóhelyén.

## Művei

A Szép versek antológiában megjelent portréinak egyike
Vahl Ottó felvétele

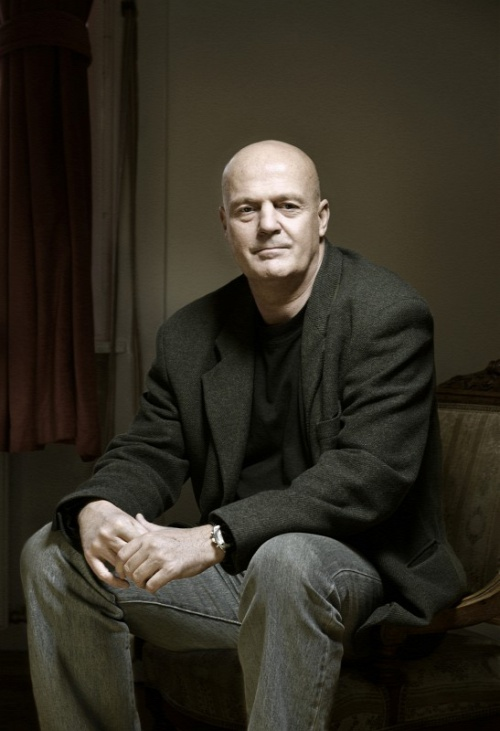
Szilágyi Lenke felvétele

- A valóság édessége (verseskötet, 1984, Magvető Könyvkiadó, Budapest)
- Manière (verseskötet, 1986, Magvető Könyvkiadó, Budapest)
- Én senkivel sem üldögélek (verseskötet, 1989, Pannon Könyvkiadó, Budapest)
- A Memória-part (rövidprózák, 1990, Magvető Könyvkiadó, Budapest, Év Könyve-díj; még németül, szlovénul, románul, lengyelül, horvátul, bolgárul, 1996–2000)
- Azt mondja aki él (verseskötet, 1991, Jelenkor Kiadó, Pécs)
- Egy gyógynövény-kert (válogatott versek, 1993, Magvető Könyvkiadó, Budapest; portugálul 1997)
- Napos terület (esszék, 1994)
- Budapest – Papírváros (képeskönyv, 1994, Gink Károly fotóival. Városháza, Budapest)
- Mintha már túl sokáig állna (rövidprózák, 1995, Jelenkor Kiadó, Pécs)
- Tóth László: Szó és csend. Tizenegy beszélgetés. Csiki László, Fodor András, Géczi János, Kukorelly Endre, Petőcz András, Somlyó György, Tornai József, Tőzsér Árpád, Vasadi Péter, Vörös István, Zalán Tibor; JAMK–Új Forrás Szerk, Tatabánya, 1996 (Új Forrás könyvek)
- Kedvenxc (esszék, 1996, Jelenkor Kiadó; németül 1999)
- H.Ö.L.D.E.R.L.I.N. (versciklus, 1999, Jelenkor Kiadó, Pécs)
- Három 100 darab (rövidprózák, 1999, Jelenkor Kiadó, Pécs)
- Rom. A szovjetónió története (esszéregény, 2000, Jelenkor Kiadó, Pécs)
- Kicsit majd kevesebbet járkálok (verseskötet, 2001, Jelenkor Kiadó, Pécs. Még németül, spanyolul, svédül)
- TündérVölgy, avagy az emberi szív rejtelmeiről (regény, 2003, Kalligram Könyvkiadó, Budapest. Harmadik kiadás 2007. Még szlovákul, olaszul, bolgárul, németül)
- Samunadrág. Komolyabb dolgok hat és háromnegyed éveseknek (gyerekversek, 2005, Kalligram Könyvkiadó, Budapest)
- Rom. A komonizmus története (esszéregény, 2006, 2. bővített kiadás, Kalligram Könyvkiadó, Budapest. Még bolgárul, horvátul)
- Kukorelly Endre legszebb versei (verseskötet, 2006, AB-ART, Dunaszerdahely)
- Ezer és 3 avagy A nőkben rejlő szív (regény, 2009, Kalligram Könyvkiadó, Budapest)
- Illúzió; képek Csurka Eszter, szöveg drMáriás, Kukorelly Endre, Kőrösi Zoltán; K. Petrys Ház, Bp., 2009
- Mennyit hibázok, te úristen (verseskötet, 2010, Kalligram Könyvkiadó, Budapest. Még portugálul, franciául, angolul)
- Reggel az egyik istennő. Három 100 darab. Rövidprózák (2011, Kalligram Könyvkiadó)
- Országházi divatok (esszé a politikáról, a Parlamentről, 2014, Libri Kiadó, Budapest)
- Mind, átjavított, újabb, régiek (összegyűjtött versek, 2014, Jelenkor Kiadó)
- Porcelánbolt. Kedvenxcekről. Olvasókönyv (esszék az irodalomról, 2016, Jelenkor Kiadó, Budapest)
- Pálya avagy Nyugi, dagi, nem csak a foci van a világon; Kalligram, Bp., 2018
- Cé cé cé pé avagy Lassúdad haladás a kommunizmus felé; Kalligram, Bp., 2019
- Egy belga revolver avagy "Mit is éltünk itt meg voltaképpen?" Esszék, publicisztika, interjúrészletek; Kalligram, Bp., 2019
- Istenem, ne romolj. Versek, 2010-2020; Kalligram, Bp., 2021
- Laikus tájékozódás. Képzőművészet, kedvenxcek; K.E.R.T. Kiadó, Bp., 2023
- Ház, háború, halott avagy Nem arra való a szeme annak, akit Hermész vezet, hogy fura vidékeket lásson. Regény; Kalligram, Bp., 2024

## Róla írt könyvek
- Farkas Zsolt: Kukorelly Endre. Pozsony/Budapest, Kalligram, 1996
- András Sándor: Az otthonos idegen. Pozsony/Budapest, Kalligram, 2011
- Harkai Vass Éva: Szív és nők, igen és nem. Írások Kukorelly Endréről; Forum, Újvidék, 2012

## Díjai, elismerései
- Bölöni György-díj (legjobb első kötet, 1985)
- Móricz Zsigmond-ösztöndíj (1986)
- ARTISJUS Év Könyve-díj (A Memória-part, 1991)
- József Attila-díj (1993)
- Weöres Sándor-díj (1994)
- Déry Tibor-díj (1995)
- A Holmi novellapályázatának díja (1997)
- Alföld-díj (1998)
- Jelenkor Kiadó nívódíja (2000)
- Magyar Köztársaság Babérkoszorúja díj (2003)
- Márai Sándor-díj (2004)
- Palládium díj (2004)
- Vilmos-díj (POSZT, 2005)
- Csernus Ákos-díj (2005)
- A Magyar Köztársasági Érdemrend lovagkeresztje (2006)[6]
- Erdélyi Magyar Írók Ligája díj (2006)
- Antropos.hu Év Költője díj (2011)
- Artisjus Irodalmi Nagydíj (2014)
- Terézvárosért díj (2021)[7]
- Füst Milán-díj (2023)